# Belen
Belen – miasto w Stanach Zjednoczonych, w stanie Nowy Meksyk, w hrabstwie Valencia.